# Jaime Santos Colado
Jaime Santos Colado (Oviedo, 25 de abril de 1995) es un futbolista español que juega en la demarcación de centrocampista para el F. C. La Unión Atlético de la Segunda Federación.

## Trayectoria
Nacido en Oviedo, Asturias, Santos se unió a la cantera del Real Sporting de Gijón en edad benjamín. Pasó por todas sus categorías y llegó al filial en la temporada 2014-15. La campaña siguiente descendieron a Tercera División, donde estuvieron un año antes de volver a la Segunda División B.
El 9 de agosto de 2017 firmó por una temporada con el C. D. Mirandés tras haber quedado libre con el objetivo de ascender a Segunda División.
En noviembre se marchó al extranjero para jugar con el East Bengal que jugaba en la I-League. Durante la temporada 2019-20 vivió con el que fuera su compañero Juan Mera.
Tras desvincularse del equipo indio, en enero de 2021 fichó por el Club Atlético Palmaflor boliviano, donde estuvo un año antes de volver al fútbol español de la mano del San Fernando C. D. En este conjunto completó la temporada y, tras haber empezado la siguiente sin equipo, en enero de 2023 se unió a la S. D. Compostela. Con ellos estuvo cerca de disputar la promoción de ascenso a Primera Federación en la campaña 2023-24. La siguiente se incorporó al F. C. La Unión Atlético donde iba a seguir compitiendo en la Segunda Federación.

## Clubes
| Club                       | País    | Año       |
| -------------------------- | ------- | --------- |
| Real Sporting de Gijón "B" | España  | 2014-2017 |
| C. D. Mirandés             | España  | 2017-2018 |
| East Bengal                | India   | 2018-2021 |
| Atlético Palmaflor         | Bolivia | 2021      |
| San Fernando C. D.         | España  | 2022      |
| S. D. Compostela           | España  | 2023-2024 |
| F. C. La Unión Atlético    | España  | 2024-     |